# Joels Bog
Joels Bog er en del af Tolvprofetbogen i det Gamle Testamente og den jødiske Tanakh. Bogen tilskrives profeten Joel, der var én af de tolv små profeter.

## Seneste værker om Joels Bog
- Achtemeier, Elizabeth. Minor Prophets I. New International Biblical Commentary. (Hendrickson, 1999)
- Ahlström, Gösta W. Joel and the Temple Cult of Jerusalem. Supplements to Vetus Testamentum 21. (Brill, 1971)
- Allen, Leslie C. The Books of Joel, Obadiah, Jonah & Micah. New International Commentary on the Old Testament. (Eerdmans, 1976)
- Anders, Max E. & Butler, Trent C. Hosea–Micah. Holman Old Testament Commentary. (B&H Publishing, 2005)
- Baker, David W. Joel, Obadiah, Malachi. NIV Application Commentary. (Zondervan, 2006)
- Barton, John. Joel & Obadiah: a Commentary. Old Testament Library. (Westminster John Knox, 2001)
- Birch, Bruce C. Hosea, Joel & Amos. Westminster Bible Companion. (Westminster John Knox, 1997)
- Busenitz, Irvin A. Commentary on Joel and Obadiah. Mentor Commentary. (Mentor, 2003)
- Calvin, John. Joel, Amos, Obadiah. Calvin’s Bible Commentaries. (Forgotten Books, 2007)
- Coggins, Richard. Joel and Amos. New Century Bible Commentary. (Sheffield Academic Press, 2000)
- Crenshaw, James L. Joel: a New Translation with Introduction and Commentary. The Anchor Bible. (Yale University Press, 1995)
- Finley, Thomas J. Joel, Amos, Obadiah: an Exegetical Commentary. (Biblical Studies Press, 2003)
- Garrett, Duane A. Hosea, Joel. The New American Commentary. (B&H Publishing, 1997)
- Hubbard, David Allen. Joel and Amos: an Introduction and Commentary. Tyndale Old Testament Commentary. (Inter-Varsity Press, 1990)
- Limburg, James. Hosea–Micah. Interpretation – a Bible Commentary for Teaching & Preaching. (Westminster John Knox, 1988)
- Mason, Rex. Zephaniah, Habakkuk, Joel. Old Testament Guides. (JSOT Press, 1994)
- McQueen, Larry R.M. Joel and the Spirit: the Cry of a Prophetic Hermeneutic. (CTP, 2009)
- Ogden, Graham S. & Deutsch, Richard R. A Promise of Hope–a Call to Obedience: a Commentary on the Books of Joel & Malachi. International Theological Commentary (Eerdmans/ Hansel, 1987)
- Ogilvie, John Lloyd. Hosea, Joel, Amos, Obadiah, Jonah. Communicator's Commentary 20. (Word, 1990)
- Price, Walter K. The Prophet Joel and the Day of the Lord. (Moody, 1976)
- Prior, David. The Message of Joel, Micah, and Habakkuk : Listening to the Voice of God. The Bible Speaks Today. (Inter-Varsity Press, 1999)
- Pohlig, James N. An Exegetical Summary of Joel. (SIL International, 2003)
- Roberts, Matis (ed). Trei asar : The Twelve Prophets : a New Translation with a Commentary Anthologized from Talmudic, Midrashic, and Rabbinic Sources. Vol. 1: Hosea. Joel. Amos. Obadiah. (Mesorah, 1995)
- Robertson, O. Palmer. Prophet of the Coming Day of the Lord : the Message of Joel. Welwyn Commentary. (Evangelical Press, 1995)
- Simkins, Ronald. Yahweh's Activity in History and Nature in the Book of Joel. Ancient Near Eastern Texts & Studies 10 (E. Mellen Press, 1991)
- Simundson, Daniel J. Hosea–Micah. Abingdon Old Testament Commentaries. (Abingdon, 2005)
- Stuart, Douglas. Hosea–Jonah. Word Biblical Commentary 31. (Word, 1987)
- Sweeney, Marvin A. The Twelve Prophets, Vol.1: Hosea–Jonah. Berit Olam – Studies in Hebrew Narrative & Poetry. (Liturgical Press, 2000)
- Wolff, Hans Walter. A Commentary on the Books of the Prophets Joel & Amos. Hermeneia – a Critical and Historical Commentary on the Bible. (Augsburg Fortress, 1977)